# Vivrò/Estasi d'amore
Vivrò/Estasi d'amore è un 45 giri della cantante italiana Iva Zanicchi, pubblicato nel 1969.

## Tracce
Lato A
- Vivrò (My prayer) - 3:00 - (Bertini - Boulanger)

Lato B
- Estasi d'amore (My Foolish Heart) - 3:13 - (Nisa - N. Washington)